# التطور (فلم)
التطور (بالإنجليزية: Evolution) هو فيلم كوميدي تم إنتاجه في الولايات المتحدة الأمريكية سنة 2001 . وهذا الفيلم من بطولة ديفيد دشوفني وشون ويليام سكوت وجوليان مور وتيد ليفين.

## الميزانية والإيرادات
بلغت تكلفة إنتاج الفيلم حوالي 80,000,000 دولار بينما حقق أرباحا تقدر بـ 98,376,292 دولار.

## روابط خارجية
- مقالات تستعمل روابط فنية بلا صلة مع ويكي بيانات